# 池田仲親
池田 仲親（いけだ なかちか、1914年12月6日 - 2007年2月）は、旧因幡国鹿奴藩（鳥取東館新田藩）池田家第13代当主。陸軍大尉。子爵・池田仲誠の子。

## エピソード
仲親は生前、本家の墓所に合祀することを希望していた。2007年2月に亡くなった（享年92）が、仲親の希望はその年の3月に実現し、鳥取藩主池田家の分家・東館（ひがしやかた）池田家の墓（東京都）は、大雲院（鳥取市立川町）にある本家の墓所に移設された。関係者は「ご先祖様が同じ墓に入ることになって良かった」と話している。また同院では2010年5月15日に慰霊法要が営まれた。

## 家系
- 父：池田仲誠
- 妻：小池節子（1925年 - 、小池清一の娘）
- 長女：友紀子（1949年 - 、斉田穂積の妻）
- 次女：真基子（1951年 - 、渋谷俊郎の妻）
- 三女：祐理子（1952年 - 、高杉春治の妻、春治は高杉晋作と同族）